# Exsula
Exsula là một chi bướm đêm thuộc họ Noctuidae.

## Loài
- Exsula burmaensis Strand, 1912
- Exsula dentatrix Westwood, 1848
- Exsula victrix Westwood, 1848